# Tensore elettromagnetico
In fisica, in particolare in elettromagnetismo, il tensore elettromagnetico, anche detto tensore del campo elettromagnetico, tensore dello sforzo del campo, tensore di Faraday o bivettore di Maxwell, è un tensore che descrive il campo elettromagnetico.
Il tensore di campo fu usato per la prima volta da Hermann Minkowski, e consente di scrivere le leggi fisiche in maniera molto concisa e generale.

## Definizione
Il tensore elettromagnetico {\displaystyle F_{\alpha \beta }} è definito come:
{\displaystyle F_{\alpha \beta }\ {\stackrel {\mathrm {def} }{=}}\ {\frac {\partial A_{\beta }}{\partial x^{\alpha }}}-{\frac {\partial A_{\alpha }}{\partial x^{\beta }}}\ {\stackrel {\mathrm {def} }{=}}\ \partial _{\alpha }A_{\beta }-\partial _{\beta }A_{\alpha }}
dove {\displaystyle A_{\alpha }} è il potenziale quadrivettoriale:
{\displaystyle A^{\alpha }=\left({\frac {\phi }{c}},\mathbf {A} \right)}
in cui {\displaystyle \mathbf {A} } è il potenziale magnetico, un potenziale vettore, e {\displaystyle \phi } è il potenziale elettrico, un potenziale scalare. La forma del tensore esprime il fatto che il campo elettrico ed il campo magnetico sono definiti a partire dal quadripotenziale nel seguente modo:
{\displaystyle \mathbf {E} =-{\frac {\partial \mathbf {A} }{\partial t}}-\mathbf {\nabla } \phi \qquad \mathbf {B} =\mathbf {\nabla } \times \mathbf {A} }
Ad esempio, le componenti {\displaystyle x} sono:
{\displaystyle E_{x}=-{\frac {\partial A_{x}}{\partial t}}-{\frac {\partial \phi }{\partial x}}\qquad B_{x}={\frac {\partial A_{z}}{\partial y}}-{\frac {\partial A_{y}}{\partial z}}}
che si possono riscrivere (ricordando che abbassando gli indici del tensore A tramite la metrica di Minkowski cambiamo segno alla componente temporale) come:
{\displaystyle E_{1}=c\left(\partial _{0}A_{1}-\partial _{1}A_{0}\right)\qquad B_{1}=\partial _{2}A_{3}-\partial _{3}A_{2}}
Il tensore elettromagnetico può quindi essere definito anche come la derivata esterna della forma 1-differenziale {\displaystyle A_{\mu }}:
{\displaystyle F_{\mu \nu }\ {\stackrel {\mathrm {def} }{=}}\ dA_{\mu }}
Dal momento che il tensore elettromagnetico è una forma 2-differenziale sullo spaziotempo, in un sistema di riferimento inerziale la matrice che lo rappresenta è:
{\displaystyle F^{\mu \nu }={\begin{bmatrix}0&-E_{x}/c&-E_{y}/c&-E_{z}/c\\E_{x}/c&0&-B_{z}&B_{y}\\E_{y}/c&B_{z}&0&-B_{x}\\E_{z}/c&-B_{y}&B_{x}&0\end{bmatrix}}=\left({\mathbf {E}  \over c},\mathbf {B} \right)}
oppure:
{\displaystyle F_{\mu \nu }={\begin{bmatrix}0&E_{x}/c&E_{y}/c&E_{z}/c\\-E_{x}/c&0&-B_{z}&B_{y}\\-E_{y}/c&B_{z}&0&-B_{x}\\-E_{z}/c&-B_{y}&B_{x}&0\end{bmatrix}}=\left(-{\mathbf {E}  \over c},\mathbf {B} \right)}
Dalla forma matriciale del tensore di campo si evince che il tensore elettromagnetico è un tensore antisimmetrico:
{\displaystyle F_{\alpha \beta }=-F_{\beta \alpha }}
la cui traccia è nulla, e possiede sei componenti indipendenti. Il prodotto interno dei tensori del campo è inoltre un invariante di Lorentz:
{\displaystyle F_{\alpha \beta }F^{\alpha \beta }=\ 2\left(B^{2}-{\frac {E^{2}}{c^{2}}}\right)=\mathrm {invariante} }
mentre il prodotto del tensore {\displaystyle F^{\alpha \beta }} con il suo tensore duale dà un'invariante pseudoscalare:
{\displaystyle {\frac {1}{2}}\varepsilon _{\alpha \beta \gamma \delta }F^{\alpha \beta }F^{\gamma \delta }=-{\frac {4}{c}}\left(\mathbf {B} \cdot \mathbf {E} \right)=\mathrm {invariante} }
dove {\displaystyle \varepsilon _{\alpha \beta \gamma \delta }} è il tensore unitario completamente antisimmetrico del quart'ordine o tensore di Levi-Civita. Si noti che:
{\displaystyle \det \left(F\right)={\frac {1}{c^{2}}}\left(\mathbf {B} \cdot \mathbf {E} \right)^{2}}

## Derivazione
Si consideri una particella con carica elettrica {\displaystyle e} e massa {\displaystyle m} posta in una regione in cui è presente un campo elettromagnetico. Sia {\displaystyle \mathbf {v} =\mathbf {\dot {r}} } la velocità della particella e {\displaystyle \mathbf {p} =e\mathbf {A} (\mathbf {r} ,t)} la quantità di moto, con {\displaystyle \mathbf {A} } il potenziale vettore. La sua energia potenziale e la sua energia cinetica hanno la forma:
{\displaystyle U=e\phi (\mathbf {r} ,t)-e\mathbf {A} (\mathbf {r} ,t)\cdot \mathbf {\dot {r}} \qquad T={\frac {m}{2}}\mathbf {\dot {r}} \cdot \mathbf {\dot {r}} }
dove {\displaystyle \phi } è il potenziale elettrico. La lagrangiana {\displaystyle {\mathcal {L}}} permette di descriverne il moto, ed è definita come:
{\displaystyle {\mathcal {L}}=T-U={\frac {m}{2}}\mathbf {\dot {r}} \cdot \mathbf {\dot {r}} +e\mathbf {A} \cdot \mathbf {\dot {r}} -e\phi }
ovvero:
{\displaystyle {\mathcal {L}}={\frac {m}{2}}({\dot {x}}^{2}+{\dot {y}}^{2}+{\dot {z}}^{2})+e({\dot {x}}A_{x}+{\dot {y}}A_{y}+{\dot {z}}A_{z})-e\phi }
In notazione relativistica, sfruttando l'intervallo spaziotemporale (scalare) {\displaystyle ds={\sqrt {dx_{i}dx^{i}}}}, dove {\displaystyle x^{i}} è la posizione, l'azione {\displaystyle {\mathcal {S}}} è definita come l'integrale della lagrangiana nel tempo tra gli istanti iniziale e finale dell'evoluzione del sistema:
{\displaystyle {\mathcal {S}}=\int _{t_{1}}^{t_{2}}{\mathcal {L}}dt=\int _{a}^{b}\left(-mcds-{e \over c}A_{i}dx^{i}\right)}
con {\displaystyle A_{i}} il quadripotenziale. Il principio di minima azione stabilisce che il moto di un sistema fisico fra due istanti dello spazio delle fasi è tale che l'azione sia stazionaria in corrispondenza della traiettoria del moto per piccole perturbazioni dello stesso ({\displaystyle \delta {\mathcal {S}}=0}), ovvero:
{\displaystyle \delta {\mathcal {S}}=\delta \int \left(-mc\,ds-{e \over c}A_{i}dx^{i}\right)=-\int _{a}^{b}\left(mc\,{\frac {dx_{i}d\delta x^{i}}{ds}}+{e \over c}A_{i}d\delta x^{i}+{e \over c}\delta A_{i}dx^{i}\right)=0}
Se si integra per parti si ottiene:
{\displaystyle \int \left(mc\,du_{i}\delta x^{i}+{e \over c}\delta x^{i}dA_{i}+{e \over c}\delta A_{i}dx^{i}\right)-\left(mcu_{i}+{e \over c}A_{i}\right)\delta x^{i}|=0}
con {\displaystyle u_{i}={dx_{i} \over ds}} la quadrivelocità. Dato che il secondo termine è nullo e che: 
{\displaystyle \delta A_{i}={\frac {\partial A_{i}}{\partial x^{k}}}\delta x^{k}\qquad dA_{i}={\frac {\partial A_{i}}{\partial x^{k}}}dx^{k}}
si ha:
{\displaystyle \int \left(mc\,du_{i}\delta x^{i}+{e \over c}\delta x^{i}{\frac {\partial A_{i}}{\partial x^{k}}}dx^{k}+{e \over c}{\frac {\partial A_{i}}{\partial x^{k}}}\delta x^{k}dx^{i}\right)=\left[mc{du_{i} \over ds}-{e \over c}\left({\frac {\partial A_{k}}{\partial x^{i}}}-{\frac {\partial A_{i}}{\partial x^{k}}}\right)u^{k}\right]\delta x^{i}ds=0}
dove nel secondo passaggio si è sfruttato il fatto che {\displaystyle du_{i}=(du_{i}/ds)ds} e {\displaystyle dx^{i}=du^{i}ds}. Ponendo:
{\displaystyle F_{ik}\equiv {\frac {\partial A_{k}}{\partial x^{i}}}-{\frac {\partial A_{i}}{\partial x^{k}}}}
si ha:
{\displaystyle mc{du_{i} \over ds}-{e \over c}F_{ik}u_{k}=0}
che è l'equazione del moto per una particella carica in un campo elettromagnetico.
In elettrodinamica quantistica la lagrangiana estende quella classica, ed in forma relativistica è data da:
{\displaystyle {\mathcal {L}}={\bar {\psi }}(i\hbar c\,\gamma ^{\alpha }D_{\alpha }-mc^{2})\psi -{\frac {1}{4\mu _{0}}}F_{\alpha \beta }F^{\alpha \beta }}
incorporando la creazione e l'annichilazione di fotoni (e elettroni).

## Equazioni di Maxwell in forma tensoriale
L'elettromagnetismo classico e le equazioni di Maxwell possono essere derivati da un principio di azione stazionaria partendo dall'azione:
{\displaystyle {\mathcal {S}}=\int \left(-{\tfrac {1}{4\mu _{0}}}F_{\mu \nu }F^{\mu \nu }\right)\mathrm {d} ^{4}x}
dove {\displaystyle \mathrm {d} ^{4}x\;} è ambientata nello spaziotempo. Questo significa che la densità di lagrangiana è:
{\displaystyle {\begin{aligned}{\mathcal {L}}&=-{\tfrac {1}{4\mu _{0}}}F_{\mu \nu }F^{\mu \nu }\\&=-{\tfrac {1}{4\mu _{0}}}\left(\partial _{\mu }A_{\nu }-\partial _{\nu }A_{\mu }\right)\left(\partial ^{\mu }A^{\nu }-\partial ^{\nu }A^{\mu }\right)\\&=-{\tfrac {1}{4\mu _{0}}}\left(\partial _{\mu }A_{\nu }\partial ^{\mu }A^{\nu }-\partial _{\nu }A_{\mu }\partial ^{\mu }A^{\nu }-\partial _{\mu }A_{\nu }\partial ^{\nu }A^{\mu }+\partial _{\nu }A_{\mu }\partial ^{\nu }A^{\mu }\right)\end{aligned}}}
Il primo e il quarto termine sono uguali, perché {\displaystyle \mu } e {\displaystyle \nu } sono indici muti. Anche i restanti sono uguali, e quindi la lagrangiana è:
{\displaystyle {\mathcal {L}}=-{\tfrac {1}{2\mu _{0}}}\left(\partial _{\mu }A_{\nu }\partial ^{\mu }A^{\nu }-\partial _{\nu }A_{\mu }\partial ^{\mu }A^{\nu }\right)}
Usando l'equazione di Eulero-Lagrange per un campo si ha:
{\displaystyle \partial _{\nu }\left({\frac {\partial {\mathcal {L}}}{\partial (\partial _{\nu }A_{\mu })}}\right)-{\frac {\partial {\mathcal {L}}}{\partial A_{\mu }}}=0}
dove il secondo termine è zero in quanto la lagrangiana non contiene esplicitamente i campi, ma solo le loro derivate. Quindi l'equazione di Eulero-Lagrange assume la forma:
{\displaystyle \partial _{\nu }\left(\partial ^{\mu }A^{\nu }-\partial ^{\nu }A^{\mu }\right)=0}
in cui il termine tra le parentesi è il tensore di campo {\displaystyle F^{\mu \nu }}, e quindi:
{\displaystyle \partial _{\nu }F^{\mu \nu }=0}
Questa equazione è un altro modo per scrivere le due equazioni di Maxwell non omogenee in assenza di sorgenti nel vuoto, usando le sostituzioni:
{\displaystyle ~E^{i}/c\ \ =-F^{0i}\qquad \varepsilon ^{ijk}B^{k}=-F^{ij}}
dove {\displaystyle i} and {\displaystyle j} prendono i valori 1, 2, e 3. In presenza di sorgenti le equazioni di Maxwell non omogenee sono:
{\displaystyle \mathbf {\nabla } \cdot \mathbf {E} ={\frac {\rho }{\varepsilon _{0}}}\qquad \mathbf {\nabla } \times \mathbf {B} -{\frac {1}{c^{2}}}{\frac {\partial \mathbf {E} }{\partial t}}=\mu _{0}\mathbf {J} }
e si riducono a:
{\displaystyle \partial _{\nu }F^{\nu \mu }=\mu _{0}J^{\mu }}
dove:
{\displaystyle J^{\nu }=(c\,\rho ,\mathbf {J} )}
è la quadricorrente. Le equazioni omogenee:
{\displaystyle \mathbf {\nabla } \cdot \mathbf {B} =0\qquad {\frac {\partial \mathbf {B} }{\partial t}}+\mathbf {\nabla } \times \mathbf {E} =0}
si riducono invece a:
{\displaystyle \partial _{\gamma }F_{\alpha \beta }+\partial _{\alpha }F_{\beta \gamma }+\partial _{\beta }F_{\gamma \alpha }=0}

## Trasformazioni del campo elettromagnetico
Nel momento in cui si passa dalla descrizione del campo in termini delle coordinare rispetto ad un sistema inerziale {\displaystyle K} alla medesima descrizione rispetto ad un altro sistema inerziale {\displaystyle K'}, il tensore elettromagnetico si trasforma secondo la legge:
{\displaystyle F'^{\alpha \beta }={\frac {\partial x'^{\alpha }}{\partial x^{\gamma }}}{\frac {\partial x'^{\beta }}{\partial x^{\delta }}}F^{\gamma \delta }}
Detta {\displaystyle A} la matrice di trasformazione della relativa trasformazione di Lorentz, si ha in modo equivalente:
{\displaystyle F'=AFA^{*}}
dove l'asterisco denota la matrice trasposta.
Le espressioni spaziali dei campi ottenute per una traslazione di {\displaystyle K'} rispetto a {\displaystyle K} lungo l'asse delle ascisse con velocità {\displaystyle c\beta } sono:
{\displaystyle E_{1}'=E_{1}\qquad B_{1}'=B_{1}}
{\displaystyle E_{2}'=\gamma (E_{2}-\beta B_{3})\qquad B_{2}'=\gamma (B_{2}+\beta E_{3})}
{\displaystyle E_{3}'=\gamma (E_{3}+\beta B_{2})\qquad B_{3}'=\gamma (B_{3}-\beta E_{2})}
Per una trasformazione di Lorentz generica, si ha:
{\displaystyle \mathbf {E} '=\gamma (\mathbf {E} +{\vec {\beta }}\times \mathbf {B} )-{\frac {\gamma ^{2}}{\gamma +1}}{\vec {\beta }}({\vec {\beta }}\cdot \mathbf {E} )}
{\displaystyle \mathbf {B} '=\gamma (\mathbf {B} -{\vec {\beta }}\times \mathbf {E} )-{\frac {\gamma ^{2}}{\gamma +1}}{\vec {\beta }}({\vec {\beta }}\cdot \mathbf {B} )}
Tali espressioni mostrano come il campo magnetico ed il campo elettrico siano due manifestazioni dello stesso campo, il campo elettromagnetico. A seconda del sistema di riferimento lo stesso campo si osserva in modo diverso, ed è possibile trovare due sistemi tali per cui in uno di essi il campo è puramente magnetico o puramente elettrico, mentre nell'altro si osservano entrambi. Non esistono tuttavia due sistemi in cui il campo elettromagnetico sia contemporaneamente elettrostatico e magnetostatico rispettivamente.